# Giebel (Fisch)
Der Giebel oder die Silberkarausche (Carassius gibelio) ist ein mittelgroßer, mit der Karausche nahe verwandter Karpfenfisch mit diffuser Verbreitung in Süß- und Brackgewässern Eurasiens.

## Merkmale

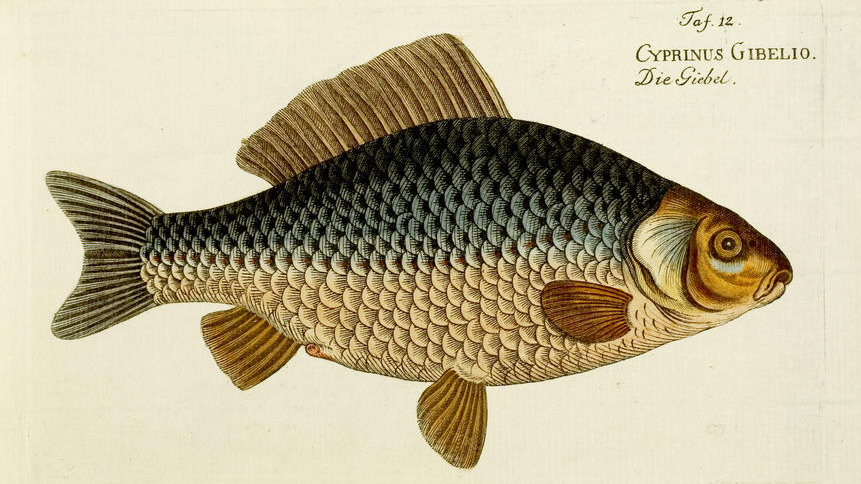
Der Giebel auf dem Kupferstich zu der Erstbeschreibung durch Bloch, 1782

Der Giebel ist ein typischer, meist hochrückiger und bartelloser Karpfenfisch mit einer silbrig schimmernden, graugrünlichen Grundfärbung, mit aufhellendem Verlauf von der Rücken- zur Bauchseite. Der Körper ist komplett beschuppt, wobei die Schuppenränder über einen hell abgesetzten Rand verfügen. Das Seitenlinienorgan ist vollständig und deutlich ausgeprägt. Alle unpaarigen Flossen sind dunkelgrau, Brust- und Bauchflossen graugrünlich mit milchiger Membran. Die homocerke Schwanzflosse ist gegabelt. Öffnet man die Leibeshöhle frischtoter Giebel, stellt man fest, dass das Bauchfell fast schwarz pigmentiert ist. In seltenen Fällen ist die Bauchfellfarbe des Giebels silbrig glänzend, aber niemals wie bei der Karausche durchsichtig.
Giebel erreichen in der Regel Gesamtlängen um 40 Zentimeter; Einzelfälle größerer Exemplare sind zwar beschrieben, aber unbelegt. Giebel besitzen, wie alle Karpfenfische, keinen Magen. Ihre Kiefer sind zahnlos, im Rachenraum sitzen jedoch kräftige Schlundzähne. Die mit dem weit vorstülpbaren Maul aufgenommene Nahrung wird zwischen diesen Schlundzähnen und einer ihnen gegenüber liegenden, sehr massiven knöchernen Kauplatte, dem sogenannten Karpfenstein, zerkleinert. Die eigentliche Verdauung findet im Darm statt. Giebel gehören zu den Ostariophysi, die als gemeinsames Merkmal über den Weberschen Apparat verfügen, der sie zur Aufnahme akustischer Reize befähigt. Mit Hilfe dieses knöchernen Gebildes werden mit der Schwimmblase aufgefangene Schallwellen zum Innenohr geleitet.
Der Giebel ist der ebenfalls bartellosen Karausche (Carassius carassius (Linné) 1758) ähnlich. Äußerlich können die Arten an der Form der Rückenflosse unterschieden werden, die beim Giebel gerade oder leicht nach innen gewölbt (konkav), bei älteren Exemplaren der Karausche aber nach außen gewölbt (konvex) ist.
- Flossenformel: Dorsale 18–23, Pectorale 15–16, Ventrale 7–9, Anale 7–9, Caudale 18–20.
- Schuppenformel: Anzahl Schuppen auf Seitenlinie, mSL: 27–33.
- Kiemenreusendornen: 37–55.[2]

## Verbreitung
In der wissenschaftlichen Erstbeschreibung von 1782 schreibt Bloch:

„Dieser Fisch wird in der Churmark, in Pommern, Schlesien, Preußen und mehreren anderen Ländern angetroffen; denn schon die älteren Ichthyologen: als Gessner, Schwenkfeld und Willughby erwähnen seiner, als einer anderen Art, und um so vielmehr ist es zu bewundern, dass Artedi, Linné, Gronov und Kramer desselben gar nicht gedenken.“

Der Giebel war in Mitteleuropa also bereits in der frühen Neuzeit (Gessner, auf den sich Bloch bezieht, lebte von 1516 bis 1565) bekannt, wurde aber immer wieder mit der Karausche, Carassius carassius, verwechselt.
Brehm, der Giebel und Karausche ebenfalls gleichsetzte, schreibt 1884:

„Der Verbreitungskreis der Karausche erstreckt sich über Mittel-, Nord- und Osteuropa. Sie ist häufig in Flüssen, Teichen und Seen des Rhein- und Donaugebietes, Ost- und Westpreußens, ganz Rußlands und Sibiriens, bevorzugt stehendes Wasser, namentlich Seen mit versumpften Ufern oder sogenannte todte Arme größerer Flüsse, kommt aber auch in kleinen Teichen, Pfuhlen, Tümpeln, Sümpfen und Mooren vor, ist überhaupt befähigt, in dem verschiedenartigsten und unreinlichsten Wasser auszuhalten und bei der schmutzigsten, schlammigsten Nahrung zu gedeihen.“

Neben den Herkunftsdaten aus der Erstbeschreibung stehen die Verbreitungsangaben zu den sechs im Augenblick anerkannten, weil mit einer Diagnose versehenen, Synonymbeschreibungen zur Verfügung:
Cyprinus var. minor Walbaum, 1792: Schweden.

Carassius bucephalus Heckel 1837: Mazedonien, Salonikia.

Cyprinus amarus Koch 1840: Deutschland, Regensburg.

Carassius ellipticus Heckel 1848: ohne Beleg.

Carassius vulgaris var. kolenty Dybowski 1877: Amur-Region, Sibirien.

Carassius auratus gibelio morpha ventrosus Johansen 1945: sibirische Steppe.
Hinzu kommen neuzeitliche und aktuelle Giebelnachweise aus West- und Osteuropa, aus der estnischen Ostsee selbst, dem gesamten Mittelmeerraum sowie aus Ostasien samt den vorgelagerten Inseln. Nach einer daraus abgeleiteten, zurzeit vorherrschenden, aber unbelegten Theorie hat der Giebel seinen Ursprung im Amurgebiet und dem nördlichen China, von wo aus er sich natürlich und durch menschliche Eingriffe nahezu den gesamten eurasischen Kontinent erschlossen hat.

## Ökologie

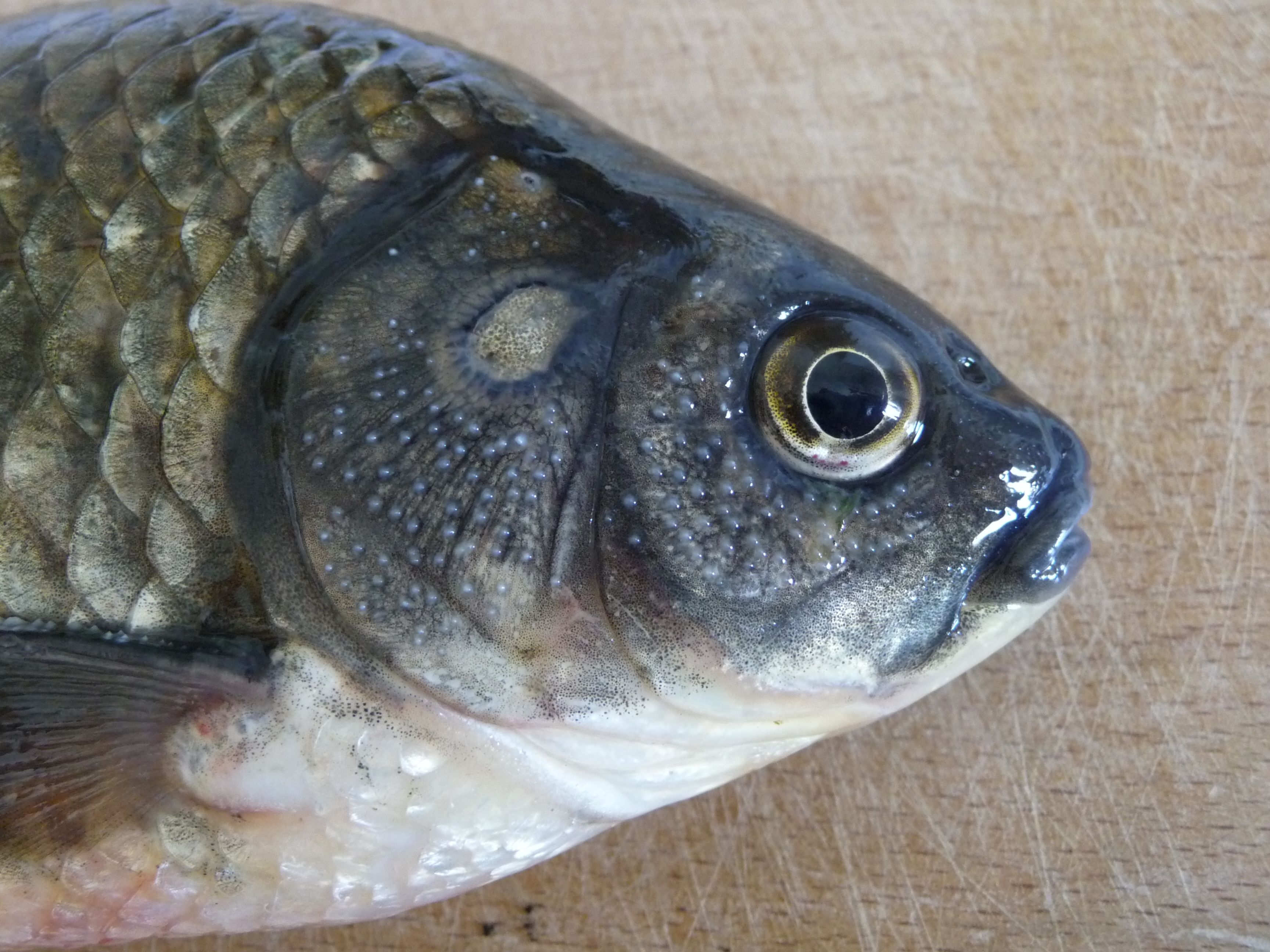
Kopfpartie

Giebel sind hinsichtlich ihrer Lebensräume und Ernährung im weitesten Sinne des Wortes unspezialisiert. Hierin liegt der Grund für ihren großen Ausbreitungserfolg. Die Art lebt in stehenden und langsam fließenden, sommerwarmen und nährstoffreichen Gewässern. Giebel stellen geringe Ansprüche an die Wasserqualität und tolerieren niedrige Sauerstoffkonzentrationen sowie einen Salzgehalt bis zu 3 PSU. Giebel ernähren sich omnivor.

## Systematik und physiologische Besonderheiten
Für alle bisher aus diesem Verbreitungsgebiet mit klassischer Methodik untersuchten Giebel gilt zurzeit die eindeutige Determination als Carassius gibelio (Bloch 1782). Der taxonomische Status dieser Art ist jedoch schon längere Zeit Gegenstand laufender Forschungen. Alle Giebelpopulationen haben ein recht einheitliches Erscheinungsbild, unterscheiden sich aber genetisch.
Normalerweise befinden sich in jeder Wirbeltierzelle zwei vollständige Chromosomensätze; sie sind diploid. Giebel können als einzige Karpfenfische darüber hinaus aber auch drei – triploide –, vier – tetraploide – oder höher polyploide Erbgutsätze tragen. In der Natur wurden bisher wenige Lebensräume festgestellt, in denen Populationen mit unterschiedlichem Ploidiegrad nebeneinander vorkommen, die sich aus unbekannten Gründen nicht zu vermischen scheinen. Die meisten bekannten Bestände insgesamt sind tri- oder höher polyploid. In Deutschland sind die wenigen gut untersuchten Bestände in der Regel di- beziehungsweise triploid.
Es gibt Populationen, in denen männliche und weibliche Giebel adult heranwachsen und sich geschlechtlich vermehren. Aber die meisten Giebelbestände bestehen ausschließlich aus Weibchen, die über die Fähigkeit zur gynogenetischen Vermehrung verfügen. Hierbei ist für den Anstoß der Embryonalentwicklung zwar das Eindringen eines artfremden Karpfenfischspermiums in das Giebelei erforderlich, es kommt jedoch nicht zum Einbau des männlichen Chromosomensatzes. Auf diese Weise entstehende Giebel sind die identische Replikation, ein Klon des Ursprungsweibchens. Für die gynogenetischen Weibchenbestände ist die Fortpflanzung dadurch nicht prinzipiell vereinfacht. Sie müssen artfremde, den Cypriniden angehörende Sexualwirte finden, deren bevorstehende Paarung erkennen und gleichzeitig mit ihnen ablaichen. Über die sehr wahrscheinlich hormonelle Steuerung dieses komplizierten Vorgangs ist noch nichts bekannt.
Untersuchte gynogenetische Giebelbestände in Europa waren bisher stets tri- oder tetraploid. Die sich seit 1985 vor der estnischen Ostseeküste im Brackwasser ausbreitenden Giebel vermehren sich geschlechtlich und sind diploid. Darüber hinaus existieren noch kaum untersuchte Bestände aus polyploiden Weibchen und Männchen, von denen die gynogenetische Vermehrung bekannt ist, jedoch nicht die Rolle der Männchen.

## Bedeutung für den Menschen
Ausgewachsene Giebelweibchen erreichen ein durchschnittliches Gewicht von 2,0 bis 2,5 kg. Sie sind grätenarm und verfügen über ein fades, helles Fleisch. In Deutschland und Österreich sind Giebel darum keine begehrten Angelfische. An Besatzfischen ist ihr Anteil marginal. Wo sie sich erfolgreich ausbreiten, hemmen sie die Bestandserhaltung der Edelfische. In Wirtschaftsteichen und in der Berufsfischerei mit Netzen und Reusen liegt ihr Anteil in diesen Ländern in einem noch unbedeutenden, aber ansteigenden Bereich unter zehn Prozent. Demgegenüber sind Giebel, wie die gegenüber den Edelfischen geringer bewerteten Weißfische insgesamt, in den Staaten Osteuropas und in Ostasien wichtige Wirtschaftsfische.
Für den Giebel existier(t)en zahlreiche regionale Bezeichnungen, neben der bekanntesten, Silberkarausche, auch Gold- oder Steinkarausche, Halbgareisl, Halbfisch, Halb-, Karsch-, Buckel-, Karauschen-, Karutzen- und Sittigkarpfen und Hälferling.
Giebel galten lange Zeit als Stammform des Haustiers Goldfisch. Die Fähigkeit zur unvollkommenen Fortpflanzung ermöglicht die stabile Vermehrung dessen standardisierter Zuchtrassen. Neuere Untersuchungen bezweifeln hingegen, dass es sich beim Giebel um die Ausgangsart handelt. Vergleichende Untersuchungen des Erbguts von Giebel und Goldfisch ergaben, dass es sich um zwei verschiedene Arten handelt.

## Naturschutz
Aufgrund seiner enormen Anpassungsfähigkeit ist der Giebel nirgendwo gefährdet. Sein Ausbreitungserfolg ist aber mit eine Ursache für den rapiden Rückgang natürlicher Karauschenbestände, die er mit großem Erfolg ersetzt. Wo er dichte Bestände entwickeln kann, konkurriert er durch Druck auf deren Laich und Larven auch mit Raubfischen.